# Quyền LGBT ở Ả Rập Xê Út
Quyền đồng tính nữ, đồng tính nam, song tính và chuyển giới ở Ả Rập Xê Út phải đối mặt với những thách thức pháp lý mà những người LGBT gặp phải và Ả Rập Xê Út được coi là một trong những nước có hồ sơ quyền LGBT tồi tệ nhất trên thế giới. Cả nam và nữ hoạt động tình dục đồng giới là bất hợp pháp. Quyền LGBT không được chính phủ của Ả Rập Xê Út công nhận. Các công việc và luật pháp xã hội của Ả Rập Xê Út chịu ảnh hưởng nặng nề của phong tục bộ lạc Ả Rập và cực kỳ bảo thủ do Hồi giáo Wahhabi. Đồng tính luyến ái và chuyển giới được coi là những hoạt động vô đạo đức và không đúng đắn, và luật pháp trừng phạt các hành vi đồng tính luyến ái hoặc đảo trang với các hình phạt từ phạt tiền, đánh đòn, đến tù chung thân, tử hình và tra tấn.

## Tố tụng hình sự

### Vụ kiện
Năm 2000, chính phủ Ả Rập Xê Út báo cáo rằng họ đã kết án chín người đàn ông Ả Rập Xê Út với án tù lớn với việc đả kích vì [tham gia]. Cùng năm đó, chính phủ đã xử tử ba công nhân nam Yemen vì đồng tính luyến ái và lạm dụng tình dục trẻ em.
Năm 2001, chính phủ Saudi đã thiết lập các quy tắc tố tụng hình sự chính thức, mặc dù nhiều tòa án đã chậm chấp nhận các quy tắc này.
Năm 2001, giáo viên và nhà viết kịch người Ả Rập Muhammad Al-Suhaimi bị buộc tội thúc đẩy đồng tính luyến ái và sau khi một phiên tòa bị kết án tù. Năm 2006, anh được ân xá và được phép tiếp tục giảng dạy.
Vào tháng 5 năm 2005, chính phủ đã bắt giữ 92 người đàn ông vì đồng tính luyến ái, những người đã bị kết án từ phạt tiền đến phạt tù vài tháng và đả kích. Tương tự như vậy, vào ngày 7 tháng 11 năm 2005 Riyadh cảnh sát đã đột kích cái mà báo chí Ả Rập Xê Út gọi là "cuộc thi sắc đẹp dành cho người đồng tính nam" tại al-Qatif. Điều gì đã trở thành của năm người đàn ông bị bắt vì tổ chức sự kiện này không được biết đến.
Vào tháng 10 năm 2007, Anh các nhà hoạt động nhân quyền đã phản đối các báo cáo gần đây rằng chính phủ Saudi đang gửi tài liệu của nhà thờ Hồi giáo Anh kêu gọi giết chết người đồng tính và khuất phục phụ nữ.
Những người bị bắt sống trong vương quốc bất hợp pháp thường bị buộc tội về các tội ác khác, liên quan đến ma túy bất hợp pháp, khiêu dâm, mại dâm và đồng tính luyến ái. Một số vụ đàn áp cảnh sát như vậy đã được báo cáo trong năm 2004-2005. Một cuộc đột kích tương tự vào năm 2008 đã khiến các công nhân Philippines bị bắt vì tội liên quan đến rượu và mại dâm đồng tính. Bài báo của Arab News về các vụ bắt giữ đã tuyên bố: "Quyền của người đồng tính không được công nhận ở các nước Trung Đông và việc xuất bản bất kỳ tài liệu nào quảng bá chúng đều bị cấm".
Các cuộc biểu tình quốc tế từ các tổ chức nhân quyền đã khiến một số quan chức Ả Rập Xê Út trong Đại sứ quán Ả Rập Saudi ở Washington DC ngụ ý không chính thức và không chính xác rằng vương quốc của họ sẽ chỉ sử dụng án tử hình khi ai đó bị kết án lạm dụng tình dục trẻ em, hãm hiếp, tấn công tình dục, giết người hoặc tham gia bất cứ điều gì được coi là một hình thức vận động chính trị.
Năm 2010, Hoàng tử Saud bin Abdulaziz bin Nasir al Saud bị buộc tội giết người bạn đồng hành của mình khi đi nghỉ ở London. Sau đó anh ta đã bị kết án và bị kết án tù dài. Theo công tố viên, Hoàng tử lạm dụng tình dục và thể xác người hầu của mình cũng như trả tiền cho những người đàn ông khác cho các dịch vụ tình dục. Hoàng tử Saudi sau đó đã được chuyển trở lại Ả Rập Saudi như một phần của thỏa thuận trao đổi tù nhân Anh-Saudi.
Trong 2011 20112012, tờ báo Okaz của Saudi tuyên bố rằng chính phủ đã bắt giữ hơn 260 người vì tội đồng tính luyến ái trong khoảng thời gian một năm. Theo báo cáo chính thức, những người đàn ông bị bắt gặp mặc quần áo chéo, trang điểm phụ nữ và cố gắng để đón những người đàn ông khác.
Trong cuộc đàn áp của chính phủ về đồng tính luyến ái này, CPVPV được phép thực hiện một số vụ bắt giữ cấp cao.
Năm 2010, một người đàn ông Ả Rập 27 tuổi đã bị kết án 5 năm tù, 500 roi roi và phạt SR50.000 sau khi xuất hiện trong một video đồng tính nghiệp dư trực tuyến được cho là đưa vào nhà tù Jeddah. Theo một nguồn tin chính phủ giấu tên, "Tòa án quận đã kết án bị cáo trong vụ án đồng tính luyến ái được CPVPV (Hai'a) tại Jeddah đề cập đến trước khi anh ta bị buộc tội mạo danh một nhân viên an ninh và có hành vi xấu hổ giáo lý Hồi giáo. " Vụ án bắt đầu khi nhân viên của Hai'a bắt giữ người đàn ông với tội danh hành nghề đồng tính luyến ái. Anh ta được chuyển đến Cục Điều tra và Truy tố, trong đó chuyển anh ta đến Tòa án Quận.
Ngay cả các quan chức chính phủ cũng không tránh khỏi các biện pháp trừng phạt hình sự. Một nhà ngoại giao đồng tính Saudi tên Ali Ahmad Asseri đã xin tị nạn tại Hoa Kỳ sau khi chính phủ Saudi phát hiện ra giới tính của anh ta.
Các báo cáo gần đây về những người bị xử tử vì đồng tính luyến ái thường thêm các tội danh khác cho hành vi phạm tội, điển hình là trộm cắp, hiếp dâm hoặc giết người. Ví dụ, một người Yemen đồng tính đã bị xử tử vì đồng tính luyến ái và giết người vào năm 2013.
Vào năm 2014, một người đàn ông Ả Rập Saudi 24 tuổi đã bị kết án ba năm tù và 450 roi sau khi tòa án Medina thấy anh ta phạm tội "thúc đẩy phó và thực hành đồng tính luyến ái", sau khi anh ta bị bắt khi sử dụng Twitter sắp xếp ngày với những người đàn ông khác.

### Phân biệt đối xử và quấy rối
Ả Rập Saudi không có luật chống phân biệt đối xử trên cơ sở khuynh hướng tình dục hoặc bản sắc giới. Quấy rối hoặc bạo lực đối với người LGBT không được đề cập trong bất kỳ hành vi sai trái nào có động cơ hoặc ghét luật hình sự. Vận động cho quyền LGBT là bất hợp pháp trong vương quốc và nhóm duy nhất làm như vậy sẽ xuất hiện là Đảng Xanh của Ả Rập Saudi.
```
Giấy tờ thị thực xuất cảnh và nhập cảnh bắt buộc không hỏi mọi người về 
xu hướng tình dục
 của họ, cũng như 
quốc tịch
, 
sex
, tôn giáo và 
tình trạng hôn nhân
. Không 
hôn nhân đồng giới
, 
hợp tác trong nước
 hoặc 
liên minh dân sự
 có bất kỳ chỗ đứng pháp lý nào trong quốc gia và có thể được sử dụng làm bằng chứng để khởi kiện tố tụng hình sự.
```

Vào năm 2011, Mirel Radoi, một cầu thủ bóng đá người Romania đang chơi cho Câu lạc bộ Saudi Alhilal, đã bị phạt 20.000 Saudi FPV và bị đình chỉ trong hai trận đấu sau khi gọi một cầu thủ bóng đá Ả Rập Saudi, Hussein Abdul Ghani, người chơi cho Câu lạc bộ Nasr, đồng tính. Bình luận công khai, dự định là một sự xúc phạm, đã gây tranh cãi và tạo ra khá nhiều tin tức trên báo chí Ả Rập, bao gồm cả việc từ chối Hussein Abdul Ghani bắt tay với Mirel Radoi sau một trò chơi sau đó.
Vào năm 2013, Các quốc gia hợp tác vùng Vịnh, mà Ả Rập Saudi là thành viên, đã công bố kế hoạch cấm người nước ngoài LGBT vào các nước vùng Vịnh. Lệnh cấm sẽ được thi hành thông qua một số loại thử nghiệm.

### Giáo dục
Giáo dục công cộng ở Ả Rập Saudi được yêu cầu dạy các giá trị Hồi giáo cơ bản dựa trên việc giải thích Kinh Qur'an, trong đó bao gồm sự lên án mạnh mẽ về đồng tính luyến ái. Ngoài ra, Hồi giáo lên án mặc quần áo chéo. Bộ Giáo dục đã phê duyệt sách giáo khoa phản ánh quan điểm Hồi giáo của quận đối với các hành vi đồng tính luyến ái bằng cách tuyên bố rằng "[h] omosexuality là một trong những tội lỗi ghê tởm nhất và tội ác lớn nhất", và rằng hình phạt thích đáng cho hành vi giao cấu đồng tính ở nơi công cộng là hình phạt tử hình [Sách giáo khoa của Bộ Giáo dục Ả Rập cho Nghiên cứu Hồi giáo: Năm học 2007-2008. Trung tâm Tự do Tôn giáo của Học viện Hudson]
Vào năm 2012, chính phủ Ả Rập Xê Út đã yêu cầu CPVPV hỗ trợ trục xuất những sinh viên bị đánh giá, bởi phong cách và sở thích thời trang của họ, là đồng tính nam hay đồng tính nữ.
Các trường tư thục tồn tại ở Ả Rập Saudi, chủ yếu để phục vụ nhu cầu của người nước ngoài có trẻ em, và họ thường được phép tùy ý hơn trong việc thiết lập chương trình và chính sách của trường. Trừ khi phần lớn các gia đình người nước ngoài theo đạo Hồi, trường tư thục có khả năng chỉ dạy những niềm tin cơ bản của đạo Hồi, thông qua các bài học về văn hóa, ngôn ngữ và lịch sử của Ả Rập Saudi. Nội dung sách giáo khoa hoặc chính sách liên quan đến đồng tính luyến ái hoặc mặc quần áo chéo có xu hướng bị ảnh hưởng bởi thái độ phổ biến của người nước ngoài và quốc gia gốc của họ.

### Kiểm duyệt
Chính phủ Saudi kiểm duyệt các phương tiện truyền thông với tiền phạt, phạt tù và, đối với người nước ngoài, trục xuất cho bất kỳ người nào sở hữu, nhập khẩu, phân phối hoặc sản xuất phương tiện truyền thông mà không có sự chấp thuận của chính phủ. Nội dung truyền thông, bao gồm quảng cáo, không thể được coi là xúc phạm hoàng gia hoặc mâu thuẫn với các giáo lý và giá trị Hồi giáo. Xúc phạm hoàng gia Saudi có thể tự nó là một hành vi phạm tội bị trừng phạt bằng cái chết.
Đồng tính luyến ái và mặc quần áo chéo được xử lý bằng tin tức in thông qua tin tức về các vấn đề hình sự, đại dịch HIV/AIDS hoặc ám chỉ về phương Tây suy đồi. Không được chứng thực quyền LGBT.
Các chương trình phát thanh và truyền hình cũng bị cấm tương tự để thể hiện sự ủng hộ đối với quyền LGBT, nhưng đồng tính luyến ái và mặc quần áo chéo có thể được thảo luận miễn là thái độ và khuynh hướng tiêu cực được củng cố. Một chương trình truyền hình kêu gọi có thể có một cuộc thảo luận về tính vô đạo đức hoặc "căn bệnh" của đồng tính luyến ái, hoặc, như trong trường hợp của Mirel Radoi, bảo hiểm có thể tập trung vào một người nổi tiếng, trong trường hợp này là một cầu thủ bóng đá sinh ra ở Rumani, ngụ ý, như một sự xúc phạm sai lầm, rằng một cầu thủ bóng đá khác là đồng tính.
Chính phủ không cho phép các rạp chiếu phim công cộng tồn tại và việc cho phép tổ chức các liên hoan phim hiếm khi được cấp, nhưng các phiên bản phim bị kiểm duyệt có thể được mua hợp pháp tại nhiều cửa hàng bán lẻ. Các chủ đề LGBT nói chung là một trong những chủ đề được chỉnh sửa ra khỏi bộ phim. Đại lý hải quan giữ một danh sách các bộ phim hoặc chương trình truyền hình không được phép đưa vào vương quốc.
Quy định của chính phủ về Internet nói chung nằm trong các Nghị định của Hoàng gia về Tội phạm chống mạng (2007). Điều 6 cấm tạo, phân phối hoặc truy cập nội dung hoặc trang web trực tuyến mà chính phủ cho là khiêu dâm hoặc vi phạm các giá trị tôn giáo hoặc đạo đức công cộng hoặc là mối đe dọa đối với sức khỏe, an toàn hoặc trật tự công cộng.
Chính phủ Saudi đã thường xuyên chặn người dùng Internet ở vương quốc truy cập các trang web hoặc nội dung trực tuyến khác thể hiện sự ủng hộ đối với quyền LGBT. Các hạn chế về phạm vi Internet đối với blog, phương tiện truyền thông xã hội và các trang web tải lên video.
Vào năm 2010, một người đàn ông Ả Rập hai mươi bảy tuổi đã bị buộc tội đồng tính luyến ái và mạo danh một sĩ quan cảnh sát khi anh ta đăng một video hài hước của mình lên mạng, nơi anh ta thảo luận về văn hóa đại chúng, khoe tóc và tán tỉnh người máy ảnh. Anh ta bị kết án một năm tù, với 1.000 roi, và bị buộc phải trả tiền phạt 5.000 rial (US $1,333).

### Câu lạc bộ và hiệp hội
Các câu lạc bộ, tổ chức từ thiện và hiệp hội chính trị cần có sự cho phép của chính phủ để tồn tại, điều này sẽ không được trao cho bất kỳ tổ chức nào hỗ trợ quyền LGBT hoặc thậm chí tìm cách hoạt động như một câu lạc bộ xã hội cho cộng đồng LGBT.

## Bản dạng giới
Chính phủ Ả Rập Xê Út coi việc mặc quần áo chéo và chuyển giới là bị cấm theo luật pháp Hồi giáo, và do đó là bất hợp pháp. Các biện pháp trừng phạt hình sự đối với việc mặc quần áo chéo có xu hướng giống nhau đối với đồng tính luyến ái, tức là tra tấn, đánh đòn, phạt tiền, phạt tù, hình phạt tử hình và đối với người nước ngoài, trục xuất.
Chính phủ Xê Út không cho phép các hoạt động chuyển đổi giới tính xảy ra ở vương quốc này và nó không cho phép mọi người có được các tài liệu pháp lý mới để thay đổi giới tính của họ trên các tài liệu của họ. Giống như đồng tính luyến ái, các thành viên trong gia đình có thể cảm thấy bắt buộc phải giết anh chị em hoặc người thân LGBT để "giữ thể diện" hoặc khôi phục danh dự và lòng tự trọng của gia đình trong cộng đồng.
Năm 2017, hai người chuyển giới Pakistan bị cảnh sát Xê Út tra tấn đến chết. Tuy nhiên, một tuyên bố từ Bộ Nội vụ Xê Út cho biết các báo cáo là "hoàn toàn sai và không ai bị tra tấn".
Những người có chứng minh nhân dân chuyển giới hoặc chuyển giới không được phép hành hương đến Mecca.

## HIV/AIDS
Không có chương trình nào tồn tại trong Vương quốc để ngăn chặn sự lây lan của HIV-AIDS ở những người LGBT. Theo luật, tất cả công dân Saudi bị nhiễm HIV hoặc AIDS đều có quyền được chăm sóc y tế miễn phí, bảo vệ quyền riêng tư và cơ hội việc làm của họ. Chính phủ đã sản xuất tài liệu giáo dục về cách lây lan của căn bệnh và kể từ những năm 1980, Abdullah al-Hokail, một bác sĩ người Ả Rập chuyên về đại dịch, đã được phép phát sóng các thông báo dịch vụ công cộng trên truyền hình về căn bệnh này và cách thức lây lan. Tuy nhiên, sự thờ ơ, sợ hãi và định kiến thường nhắm vào những người sống chung với căn bệnh này. Mặc dù chính phủ đã chỉ định một số bệnh viện điều trị cho những người bị nhiễm AIDS hoặc HIV, nhưng các bệnh viện khác thường từ chối chăm sóc những người đó hoặc không đối xử với họ một cách từ bi và nhân đạo. Các bệnh viện và trường học thường không muốn phân phối thông tin của chính phủ về căn bệnh này vì những điều cấm kỵ mạnh mẽ và sự kỳ thị liên quan đến cách thức lây lan của virus. Ví dụ: bao cao su là hợp pháp, nhưng cho đến gần đây, chúng hiếm khi có sẵn ở bất kỳ nơi nào khác ngoài một số bệnh viện hoặc cửa hàng cung cấp y tế.

### Những năm 1990
Vào cuối những năm 1990, chính phủ Saudi bắt đầu từ từ đẩy mạnh một chiến dịch giáo dục công cộng về AIDS-HIV. Nó bắt đầu nhận ra Ngày thế giới phòng chống bệnh AIDS, và các tờ nhật báo tiếng Ả Rập và tiếng Anh được phép đăng các bài báo và ý kiến bày tỏ sự cần thiết phải giáo dục nhiều hơn về căn bệnh và lòng trắc ẩn hơn đối với những người mắc bệnh. Số người sống trong vương quốc bị nhiễm bệnh là một bí mật được bảo vệ chặt chẽ, vì chính sách chính thức thường là căn bệnh này không phải là vấn đề nghiêm trọng ở vương quốc vì Saudis tuân theo các nguyên tắc của đạo đức Hồi giáo truyền thống.

### 2003
Năm 2003, chính phủ tuyên bố đã biết 6.787 trường hợp và năm 2004, con số chính thức đã tăng lên 7,809. Thống kê của chính phủ cho rằng hầu hết các trường hợp được đăng ký là nam giới nước ngoài mắc bệnh thông qua quan hệ tình dục "bị cấm".

### 2006
Vào tháng 6 năm 2006, Bộ Y tế đã công khai thừa nhận rằng hơn 10.000 công dân Ả Rập đã bị nhiễm HIV hoặc bị AIDS. Vào tháng 12 năm 2006,  Arab News  đã thực hiện một bài xã luận kêu gọi nhận thức cộng đồng lớn hơn về cách thức lây lan của virus và lòng trắc ẩn hơn đối với những người bị nhiễm. Cùng năm đó, một công dân Ả Rập tên là Rami al-Harithi tiết lộ rằng anh ta đã bị nhiễm HIV khi phẫu thuật và trở thành người đề xuất giáo dục chính thức và thể hiện lòng trắc ẩn với những người bị nhiễm bệnh. Ả Rập Công chúa Alia bint Abdullah đã tham gia vào Hiệp hội AIDS Ả Rập, được phép vào tháng 12 năm 2006 để tổ chức một cuộc đấu giá nghệ thuật từ thiện công khai, sau đó là một cuộc thảo luận về cách căn bệnh ảnh hưởng đến vương quốc bao gồm hai Saudis sống với HIV. Sự kiện này được tổ chức với sự giúp đỡ của Chương trình quốc gia Ả Rập Xê Út về phòng chống AIDS do Tiến sĩ Sana Filimban chủ trì.

### 2007
Vào tháng 1 năm 2007, một giáo sư kinh tế người Ả Rập tại Đại học King Abdul Aziz đã được phép tiến hành khảo sát một số ít sinh viên Đại học Saudi về trình độ học vấn của họ về đại dịch.. Mặc dù phần lớn công việc về giáo dục AIDS-HIV đã được hỗ trợ bởi các thành viên của hoàng gia Ả Rập hoặc bác sĩ y khoa, có một nỗ lực để xin phép thành lập một số xã hội AIDS độc lập, một trong số đó được gọi là Hội Al-Husna, điều đó sẽ giúp làm cho những người bị nhiễm bệnh tìm được việc làm, giáo dục gia đình và làm việc để chống lại định kiến phải đối mặt với những người bị nhiễm bệnh. Năm 2007, một chính phủ tài trợ tổ chức, Hiệp hội nhân quyền quốc gia, đã xuất bản một tài liệu gợi ý các cách để cải thiện việc điều trị cho những người mắc bệnh. Tài liệu  "Quyền lợi"  được đề xuất đã bị Tổ chức Theo dõi Nhân quyền chỉ trích vì cho rằng làm suy yếu nhân quyền và các nỗ lực toàn cầu để chống lại đại dịch.

### Người nước ngoài và HIV/AIDS
Người nước ngoài đang xin visa làm việc được yêu cầu chứng minh rằng họ không bị nhiễm vi-rút trước khi họ có thể vào nước này và được yêu cầu kiểm tra khi đến phòng thí nghiệm được chính phủ công nhận. Để được cấp giấy phép làm việc đầu tiên, họ cũng được yêu cầu thực hiện kiểm tra lại trước khi gia hạn cư trú hoặc giấy phép làm việc. Bất kỳ người nước ngoài nào bị phát hiện bị nhiễm bệnh sẽ bị trục xuất về nước xuất xứ ngay khi họ được coi là phù hợp để đi du lịch. Người nước ngoài không được tiếp cận với bất kỳ loại thuốc điều trị HIV nào và trong khi chờ trục xuất có thể bị cách ly (bỏ tù) khỏi phần còn lại của xã hội.

## Bảng tóm tắt
| Hoạt động tình dục đồng giới                                                                                                | Tiền phạt, đánh đòn, tù chung thân, tử hình, và trục xuất. Người ta bị kết án hai lần đối mặt. Luật Hồi giáo Sharia được áp dụng nghiêm ngặt và dứt khoát |
| Độ tuổi đồng ý | No |
| Luật chống phân biệt đối xử trong việc làm                                                                                  | Phân biệt đối xử được khuyến khích, thực thi và áp dụng nhiều cho cộng đồng LGBT.                                                                         |
| Luật chống phân biệt đối xử trong việc cung cấp hàng hóa và dịch vụ                                                         | Phân biệt đối xử được khuyến khích, thực thi và áp dụng nhiều cho cộng đồng LGBT.                                                                         |
| Luật chống phân biệt đối xử trong tất cả các lĩnh vực khác (bao gồm phân biệt đối xử gián tiếp, ngôn từ kích động thù địch) | Phân biệt đối xử được khuyến khích, thực thi và áp dụng nhiều cho cộng đồng LGBT.                                                                         |
| Hôn nhân đồng giới | No |
| Công nhận các cặp đồng giới                                                                                                 | No |
| Con nuôi của các cặp vợ chồng đồng giới                                                                                     | No |
| Con nuôi chung của các cặp đồng giới                                                                                        | No |
| Người đồng tính nam và đồng tính nữ được phép phục vụ công khai trong quân đội                                              | No |
| Quyền thay đổi giới tính hợp pháp                                                                                           | Mặc quần áo chéo và chuyển giới có liên quan đến đồng tính luyến ái và bị phạt giống như đồng tính luyến ái (xem các hình phạt ở trên)                    |
| Truy cập IVF cho đồng tính nữ                                                                                               | No |
| Mang thai hộ thương mại cho các cặp đồng tính nam                                                                           | No |
| NQHN được phép hiến máu | No |